# هضبة تكانت
هضبة تكانت (الغابة بالأمازيغية) تقع في شرق موريتانيا، وتشكل جزءًا صخريًا من الصحراء الكبرى، سُميت على اسم ولاية تكانت، وهي تقسيم إداري.

## جغرافيا
تقع بعض البلدات عند سفح منحدرات الهضبة، والتي تشكل منحدرات في بعض الأماكن، من بين هذه المناطق تيشيت والمجرية والرشيد، تقع بلدية تجكجة على الهضبة نفسها، ويقع جنوب الهضبة جبل العصبة، حيث وجدت فيه بعض التكوينات الجليدية الأوردوفيشية المتأخرة، ويقع حوض آوكار، وهو حوض جاف لبحيرة سابقة، وراء المنحدرات الجنوبية لها.

## تاريخ
ابتداءً من منتصف القرن السابع عشر، انتقل المهاجرون من منطقة هضبة آدرار إلى هضبة تكانت.
وواحة الهضبة واحدة من الأراضي الرطبة القليلة في المنطقة والتي كان فيها بعض التماسيح الصحراوية في عام 1976، ولكن السكان شاهدوا تمساحاً آخر مرة في عام 1996.

## روابط خارجية
- 1.3 موريتانيا - خدمة معلومات مواقع رامسار.